# ФК Дери Сити
ФК „Дери Сити“ (на английски: Derry City Football Club) е североирландски футболен клуб от град Дери, Северна Ирландия, който се състезава в шампионата на Ейре.
Първоначално тимът участва в шампионата на Северна Ирландия, но поради мерки за сигурност през 1971 г. на „Дери“ не се разрешава да играе домакинските си срещи на собствения стадион, а в отстоящия на 48 km град Коулрейн. Впоследствие се взема решение тимът да преустанови участието си в Северноирландската лига, а през сезон 1985 – 86 е приет във футболната лига на Ейре.

## Постижения
- Северна Ирландия
  -  Шампион (1): 1964 – 65
  -  Вицешампион (7): 1931 – 32, 1934 – 5, 1935 – 36, 1936 – 37, 1937 – 38, 1965 – 66, 1968 – 69
  - Купа на Северна Ирландия
    -  Носител (3): 1948 – 49, 1953 – 54, 1963 – 64
    -  Финалист (3): 1935 – 36, 1956 – 57, 1970 – 71
- Ирландия
  -  Шампион (2): 1988 – 89, 1996 – 97
  -  Вицешампион (7): 1989 – 90, 1991 – 92, 1991 – 92, 1994 – 95, 2005, 2006, 2022
  - Първа дивизия:
    -  Шампион (2): 1986/87, 2010

  - Купа на Ейре
    -  Носител  (6): 1988 – 89, 1994 – 95, 2002, 2006, 2012, 2022
    -  Финалист (6): 1987 – 88, 1993 – 94, 1996 – 97, 2008, 2014, 2024

  - Купа на Лигата на Ейре
    -  Носител  (10): 1988 – 89, 1990 – 91, 1991 – 92, 1993 – 94, 1999 – 2000, 2005, 2006, 2007, 2008, 2011
    -  Финалист (2): 1989 – 90, 2001 – 02

  - Купата на президента
    -  Носител (1): 2023

## Участия в Лига Европа
| Сезон   | Лига Европа | Кръг                     | Държава  | Клуб        | Домакин | Гост  | Общ резултат |
| ------- | ----------- | ------------------------ | -------- | ----------- | ------- | ----- | ------------ |
| 2009-10 | Лига Европа | Първи предварителен кръг | Латвия   | Сконто Рига | 1 – 0   | 1 – 1 | 2 – 1        |
| 2009-10 | Лига Европа | Втори предварителен кръг | България | ПФК ЦСКА    | 1 – 1   | 0 – 1 | 1 – 2        |